# هیوندای استارگازر
هیوندای استارگازر یک خودروی ون است که از سال ۲۰۲۲ توسط شرکت هیوندای موتور در اندونزی تولید می‌شود. طرح این خودرو یک کامپکت ام‌پی‌وی با صندلی‌های استاندارد سه ردیفه است. این خودرو برای اولین بار در ۱۵ ژوئیه ۲۰۲۲ معرفی شد.